# Botunja (Serbia)
Botunja (cyr. Ботуња) – wieś w Serbii, w okręgu rasińskim, w gminie Brus. W 2011 roku liczyła 307 mieszkańców.